# Детройт (фільм)
«Детройт» (англ. Detroit) — кримінальна драма, знята Кетрін Біґелоу за сценарієм Марка Боала. Фільм присвячений 50-річному ювілею бунту в Детройті.

## Сюжет
Поліція проводить рейд у нічному клубі. Усіх відвідувачів було затримано. Випадкові свідки після суперечки починають закидати поліцейських камінням і підпалювати крамниці. Бунт охоплює все більші території. Погромники не дають працювати пожежній службі. Влада вводить в місто десантні війська, солдатів Національної гвардії та поліцію штату. У місті з'являються снайпери, які стріляють у людей в формі.
Американський гурт The Dramatics готується до важливого виступу. Але концерт переривають через заворушення та комендантську годину. Гурт покидає концертну залу та потрапляє в центр погромів. Співак Ларрі Рід з другом Фредом Темплом вирішують перечекати в мотелі «Алжир». Вони знайомляться з двома дівчатами, які відводять їх до своїх друзів. Один із компанії вирішує пожартувати та вистрілює із стартового пістолета. Військові та поліцейські сприймають це як постріл снайпера. За справу беруться місцеві правоохоронці. Поліцейські починають залякувати підозрюваних і імітувати вбивство, щоб знайти зброю. Один співробітник вбиває по-справжньому. Жертвою стає і Фред Темпл.
Через кілька років суд виправдовує поліцейських. The Dramatics отримують можливість підписати контракт, але Ларрі Рід уже не може повернутися після пережитого та йде працювати співаком в місцевий церковний хор.

## У ролях
| Актор                | Роль              |
| -------------------- | ----------------- |
| Джон Боєга           | Мелвін Дісмукес   |
| Вілл Поултер         | Філіп Краус       |
| Джейкоб Латімор      | Фред Темпл        |
| Ганна Мюррей         | Джулі Енн         |
| Кейтлін Девер        | Карен             |
| Ентоні Макі          | Грін              |
| Елджи Сміт           | Ларрі Рід         |
| Джек Рейнор          | Діменс            |
| Бен О'Тул            | Флінн             |
| Нейтан Девіс-мол.    | Обрі              |
| Малкольм Девід Келлі | Майкл Кларк       |
| Пейтон Алекс Сміт    | Лі                |
| Джозеф Девід-Джонс   | Морріс            |
| Джейсон Мітчелл      | Карл Купер        |
| Джон Кразінські      | адвокат Ауербах   |
| Лаз Алонсо           | Джон Коньєрс      |
| Кріс Чок             | офіцер Франк      |
| Ґленн Фіцджеральд    | детектив Андерсон |
| Джеремі Стронг       | адвокат Ланг      |
| Саміра Вайлі         | Ванесса           |

## Створення фільму

### Виробництво
Зйомки фільму проходили в Мічигані та Массачусетсі, США.

### Знімальна група
- Кінорежисер — Кетрін Біґелоу
- Сценарист — Марк Боал
- Кінопродюсери — Кетрін Біґелоу, Марк Боал, Меттью Бадмен, Меган Еллісон, Колін Вілсон
- Композитор — Джеймс Ньютон Говард
- Кінооператор — Баррі Акройд
- Кіномонтаж — Вільям Голденберг, Гаррі Юун
- Художник-постановник — Джеремі Гіндл
- Артдиректор — Джим Волліс
- Художник-декоратор — Кеті Лукас
- Художник з костюмів — Франсін Джеймісон-Танчук
- Підбір акторів — Вікторія Томас[2]

## Сприйняття

### Критика
Фільм отримав схвальні відгуки. На сайті Rotten Tomatoes оцінка стрічки становить 83 % на основі 254 відгуки від критиків (середня оцінка 7,6/10) і 79 % від глядачів із середньою оцінкою 3,8/5 (17 523 голоси). Фільму зарахований «свіжий помідор» від кінокритиків та «попкорн» від глядачів, Internet Movie Database — 7,4/10 (33 031 голос), Metacritic — 77/100 (49 відгуків критиків) і 6,5/10 (165 відгуків від глядачів).

### Номінації та нагороди
| Нагороди та номінації фільму «Детройт» | Нагороди та номінації фільму «Детройт»      | Нагороди та номінації фільму «Детройт»                          | Нагороди та номінації фільму «Детройт»                      | Нагороди та номінації фільму «Детройт» | Нагороди та номінації фільму «Детройт» |
| Рік                                    | Кінофестиваль/кінопремія                    | Категорія/нагорода                                              | Номінант                                                    | Результат                              |                                        |
| -------------------------------------- | ------------------------------------------- | --------------------------------------------------------------- | ----------------------------------------------------------- | -------------------------------------- | -------------------------------------- |
| 2017                                   | «Супутник»                                  | Найкраща оригінальна пісня                                      | «It Ain't Fair»                                             | Номінація                              |                                        |
| 2017                                   | Спілка кінокритиків Сіетла                  | Найкращий злодій                                                | Вілл Поултер                                                | Номінація                              |                                        |
| 2018                                   | Американська спілка спеціалістів з кастингу | Видатні досягнення з кастингу у великобюджетному фільмі — драма | Вікторія Томас                                              | Номінація                              |                                        |
| 2018                                   | Кришталевий глобус                          | Найкращий іноземний фільм                                       | Кетрін Біґелоу                                              | Номінація                              |                                        |
| 2018                                   | NAACP Image Award                           | Видатний незалежний фільм                                       | «Детройт»                                                   | Перемога                               |                                        |
| 2018                                   | NAACP Image Award                           | Видатний незалежний фільм                                       | «Детройт»                                                   | Номінація                              |                                        |
| 2018                                   | NAACP Image Award                           | Видатний кіноактор                                              | Елджи Сміт                                                  | Номінація                              |                                        |
| 2018                                   | NAACP Image Award                           | Видатний сценарій                                               | Марк Боал                                                   | Номінація                              |                                        |
| 2018                                   | Премія аудіомонтажерів кіно                 | Видатні досягнення в аудіомонтажу                               | Пол Н. Дж. Оттоссон, Деніел Сакслід, Лора Грем, Роберт Трой | Номінація                              |                                        |